# Superbike-VM 2003
Superbike-VM 2003 kördes över 12 omgångar och 24 heat. Efter att de japanska tillverkarna dragit sig tillbaka i protest mot valet av kontrolldäck, så var det enbart Ducati som satsade för fullt och vann alla säsongens 24 deltävlingar. Fabriksstallet tog 20 av 24 delsegrar och Neil Hodgson blev suverän mästare innan han flyttade till MotoGP och en misslyckad fortsatt karriär. Han gjorde dock sin livs säsong och tog 13 av de 24 möjliga races och blev klar mästare. Ruben Xaus och James Toseland var övriga medaljörer, båda för Ducati. Nio av de tio bästa i serien körde för den italienska fabrikanten.

## Deltävlingar
| Datum        | Bana           | Vinnare             | Märke  | Vinnare        | Märke  |
| ------------ | -------------- | ------------------- | ------ | -------------- | ------ |
| 2 mars       | Valencia       | Neil Hodgson        | Ducati | Neil Hodgson   | Ducati |
| 30 mars      | Phillip Island | Neil Hodgson        | Ducati | Neil Hodgson   | Ducati |
| 27 april     | Sugo           | Neil Hodgson        | Ducati | Neil Hodgson   | Ducati |
| 18 maj       | Monza          | Neil Hodgson        | Ducati | Neil Hodgson   | Ducati |
| 1 juni       | Oschersleben   | Neil Hodgson        | Ducati | James Toseland | Ducati |
| 15 juni      | Silverstone    | Neil Hodgson        | Ducati | Neil Hodgson   | Ducati |
| 22 juni      | Misano         | Rubén Xaus          | Ducati | Rubén Xaus     | Ducati |
| 13 juli      | Laguna Seca    | Pierfrancesco Chili | Ducati | Rubén Xaus     | Ducati |
| 27 juli      | Brands Hatch   | Shane Byrne         | Ducati | Shane Byrne    | Ducati |
| 7 september  | Assen          | Rubén Xaus          | Ducati | Neil Hodgson   | Ducati |
| 28 september | Imola          | Rubén Xaus          | Ducati | Rubén Xaus     | Ducati |
| 19 oktober   | Magny-Cours    | Neil Hodgson        | Ducati | Rubén Xaus     | Ducati |

## Slutställning
| Plats | Förare              | Märke  | Poäng |
| ----- | ------------------- | ------ | ----- |
| 1     | Neil Hodgson        | Ducati | 489   |
| 2     | Rubén Xaus          | Ducati | 386   |
| 3     | James Toseland      | Ducati | 271   |
| 4     | Régis Laconi        | Ducati | 267   |
| 5     | Gregorio Lavilla    | Suzuki | 256   |
| 6     | Chris Walker        | Ducati | 234   |
| 7     | Pierfrancesco Chili | Ducati | 197   |
| 8     | Steve Martin        | Ducati | 139   |
| 9     | Lucio Pedercini     | Ducati | 112   |
| 10    | Marco Borciani      | Ducati | 111   |